# Pierre Jean David
Pierre Jean David (12 de março de 1788 - 4 de janeiro de 1856), comumente chamado de David d'Angers, foi um escultor da França.

## Vida
David d'Angers nasceu em Angers. Seu pai era escultor ou pedreiro, mas que serviu nas forças armadas, na luta contra Chouans de La Vendée. Ao retornar à sua profissão após a guerra civil deparou-se com o fato de que a sua clientela havia esvanecido. Como resultado, o jovem David cresceu na pobreza. Seu pai queria que ele ingressasse em uma carreira melhor. Aos dezoito anos de idade David partiu para Paris para estudar as artes, com somente onze francos em seu bolso. Depois de um ano e meio sofrendo dificuldades, ele consegui vencer o prêmio oferecido pela Ecole des Beaux-Arts. O seu município de origem lhe concedeu um anuário de 600 francos em 1809. Em 1811 David ganha o Prix de Rome com seu relevo Epaminondas. Ele passou cinco anos em Roma, período no qual o seu entusiasmo pelas obras de Antonio Canova freqüentemente se mostrava excessivo.

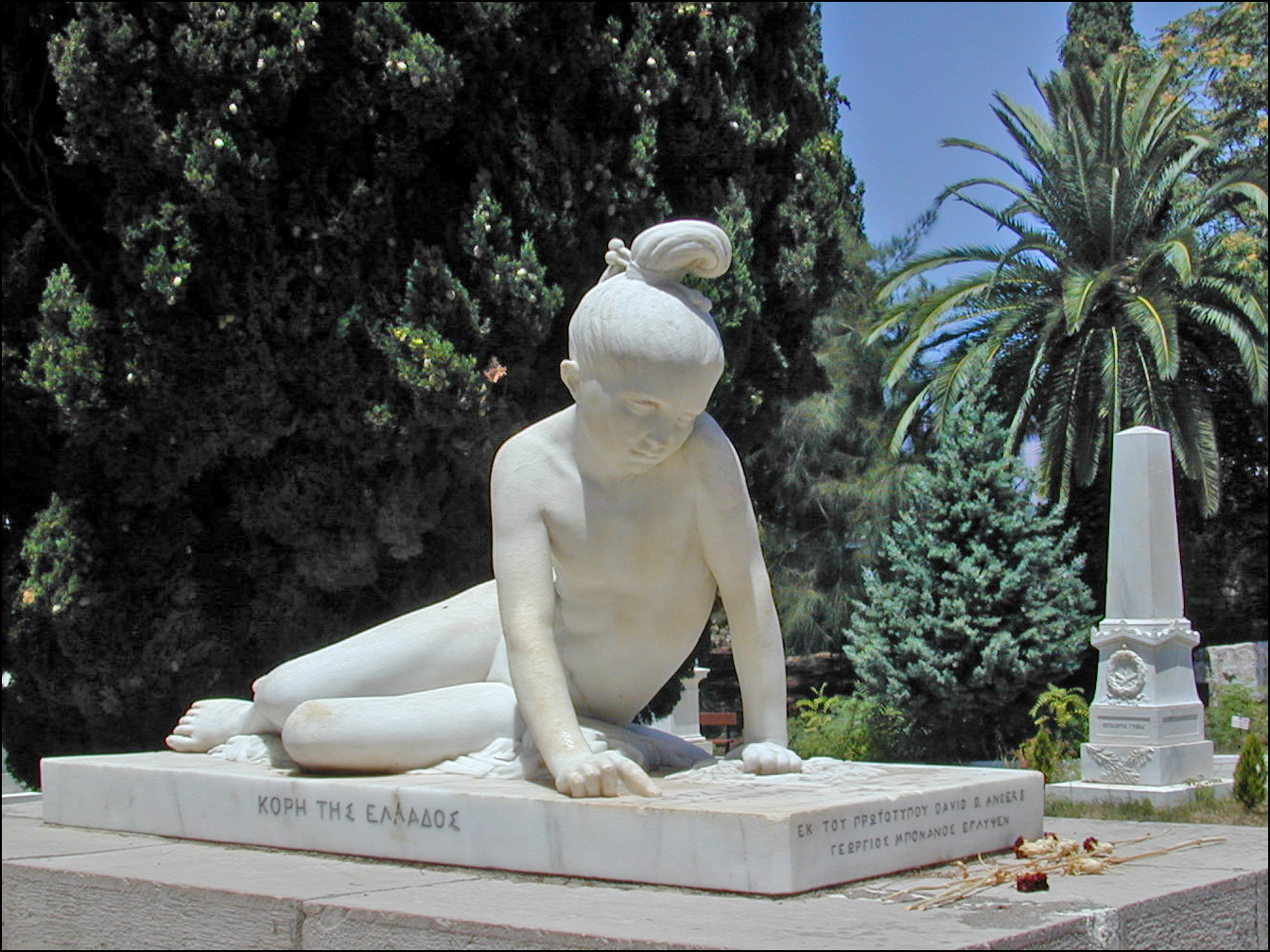
Estátua de uma jovem denominada Reavivando a Grécia por David, lendo o nome do liberador grego Markos Botsaris em mausoléu localizado em Messolonghi, Grécia.

Ao retornar de Roma, na época da restauração dos Bourbon, acompanhados de seus conquistadores estrangeiros e monarquistas retornados, David d'Angers não permaneceria na vizinhança dos jardins das Tulherias, optando, em vez disso, viajar a Londres, no Reino Unido. Ali Flaxman e outros impuseram nele os pecados de David, o pintor, erroneamente tido como seu parente. Sob grandes dificuldades David consegue retornar a Paris outra vez, onde ele conseguiu estabelecer uma carreira próspera. Seu medalhões e bustos eram mui requisitados, bem como pedidos de obras monumentais. Um de seus trabalhos mais famosos Gutenberg em Estrassburgo. Mas, pessoalmente, ele valorizou mais sua estátua de Barra, um menino tamborista que continuou a bater seu tambor até o vero momento de sua morte na guerra de La Vendée, e o monumento ao liberator grego Markos Botsaris. David produziu um grande número de medalhões (mais de quinhentos) e de bustos, e os seus modelos não foram somente homens e mulheres ilustres da França, mas muitos outros tanto da Inglaterra e da Alemanha, países por ele visitados profissionalmente em 1827 e 1829. 

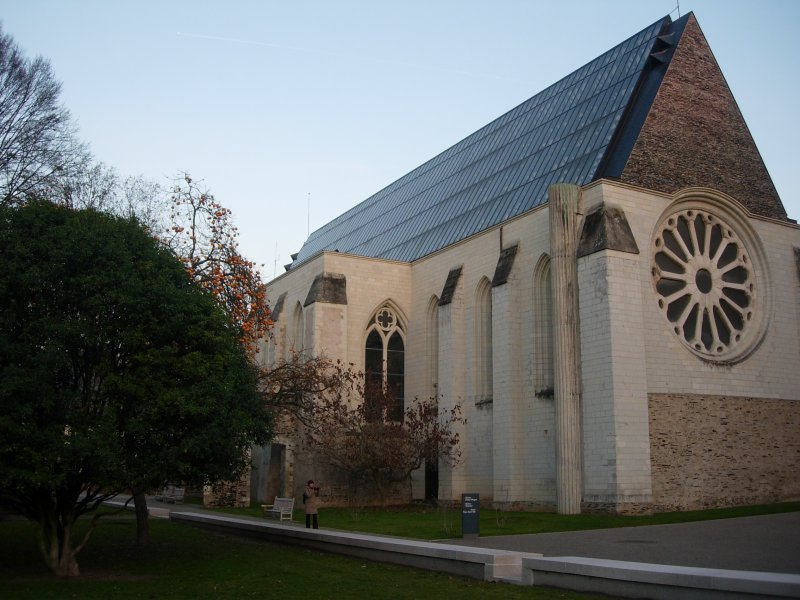
Musée David d'Angers (museu), antiga abadia de Toussaint de Angers.

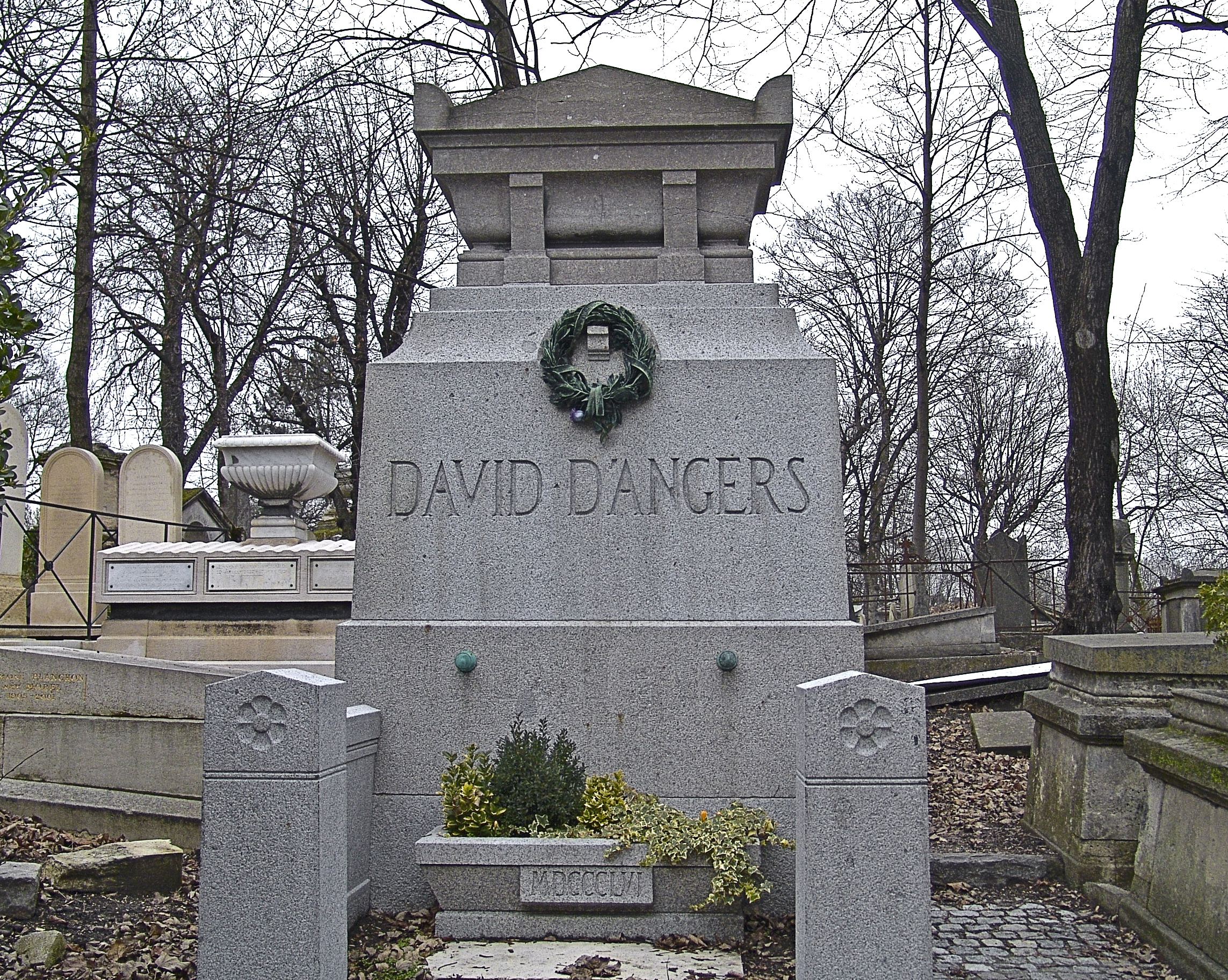
Túmulo de David d'Angers - cemitério de Père Lachaise.

A fama de David repousa inesquecível no pedimento do Panteão, em seu Filopemen Ferido em mármore, abrigado no museu Louvre, e o seu monumento ao General Gobert no cemitério Père Lachaise (Victor Hugo certa vez teceu o seguinte comentário sobre a estátua: "É difícil de se ver qualquer coisa mais bonita neste mundo; esta estátua se une ao grandor de Pheidias à maneira expressiva de Puget"). Além da estátua de Gobert, ele também produziu sete outras estátuas para mausoléus do mesmo cemitério (por exemplo, os bustos de bronze do escritor Honoré de Balzac e do médico Samuel Hahnemann). 
O Musée David em Angers possui uma coleção quase completa de suas obras (i.e. de cópias ou molduras originais). 
Como exemplo de seu caráter benevolente, pode-se mencionar um ocorrido quando David apressou-se para fazer uma moldura do autor do hino Marseillaise, Rouget de Lisle, ao descobrir que este convalescia, enfermo... sendo que David chegou a fazer uma loteria com a obra para poder arrecadar os fundos dos quais Lisle tanto necessitava naquele momento difícil de sua vida.